# Plan de la Cárcel
Plan de la Cárcel är en ort i Mexiko.   Den ligger i kommunen Tacámbaro och delstaten Michoacán de Ocampo, i den södra delen av landet, 250 km väster om huvudstaden Mexico City. Plan de la Cárcel ligger 2 441 meter över havet och antalet invånare är 282.
Terrängen runt Plan de la Cárcel är lite bergig, och sluttar söderut. Runt Plan de la Cárcel är det ganska tätbefolkat, med 80 invånare per kvadratkilometer. Närmaste större samhälle är Tacámbaro de Codallos, 14,2 km söder om Plan de la Cárcel. I omgivningarna runt Plan de la Cárcel växer huvudsakligen savannskog.